# Церковь Святого Мартина (Стамфорд)
Церковь Святого Ма́ртина (англ. St Martin’s Church) — англиканская приходская церковь в городе Стамфорд (Линкольншир, Англия, Великобритания). Основана в XII веке; перестроена в XV веке. Место захоронения государственного министра и казначея Англии Уильяма Сесила, 1-го барона Бёрли (1521—1598), королевского художника-портретиста Уиллема Уиссинга (1656—1687), самого тучного человека Великобритании конца XVIII — начала XIX веков Дэниела Ламберта (1770—1809). Орга́н фирмы Bevington (1800).